# Llandaff
Llandaff (kymriska: Llandaf) är en community i norra delen av staden Cardiff i Wales. 

## Kända personer från Llandaff
- Charlotte Church
- Roald Dahl